# Parafia Wniebowzięcia Najświętszej Maryi Panny w Koniemłotach
Parafia Wniebowzięcia Najświętszej Maryi Panny w Koniemłotach – parafia rzymskokatolicka, znajdująca się w diecezji sandomierskiej, w dekanacie Połaniec.
W strukturze administracyjnej, do parafii W Koniemłotach przynależy kaplica w Sichowie Dużym.